# Janaína Marques
Janaína Pinto Marques Tavares, mais conhecida como Janaína Marques, (Teresina, 20 de dezembro de  1974) é uma professora e política brasileira, atualmente deputada estadual pelo Piauí.

## Dados biográficos
Filha de Edilberto Aguiar Marques e Maria de Jesus Ribeiro Pinto. Professora formada em História pela Universidade Estadual do Piauí, descende de uma família de políticos radicados na microrregião do Baixo Parnaíba Piauiense. Filiada ao PFL, foi eleita prefeita de Joca Marques em 1996 e reeleita em 2000. Por fidelidade política a João Vicente Claudino migrou para o PTB elegendo-se prefeita de Luzilândia em 2004 sendo reeleita em 2008. Cassada pelo Tribunal Regional Eleitoral do Piauí em 4 de maio de 2009 sob a acusação de integrar um grupo de "prefeitos itinerantes", manteve-se no cargo até 29 de abril de 2011 quando o Tribunal Superior Eleitoral confirmou o veredicto. Tal embuste na legislação foi proibido pelo Supremo Tribunal Federal no ano seguinte.
Em 2012 assumiu a Superintendência de Desenvolvimento Urbano Sul de Teresina a convite do prefeito Elmano Ferrer. Posteriormente elegeu-se deputada estadual em 2014 e 2018, mas desde 2015 alterna-se entre o mandato parlamentar e o cargo de secretária de Infraestrutura a convite do governador Wellington Dias, eleito nos pleitos em questão para o seu terceiro e quarto mandatos à frente do Palácio de Karnak.
Dentre os membros de sua família que foram prefeitos de Luzilândia podemos citar João de Assis Marques (avô) e Ismar Marques (tio). Na cidade de Joca Marques tal cargo já foi ocupado por Edilberto Aguiar Marques (eleito em 2008, mas falecido no curso do mandato) e Edilberto Aguiar Marques Filho (eleito em 2016), respectivamente pai e irmão de Janaína Marques.